# Georg Thiel
Georg Thiel (* 1957 in Köln) ist ein deutscher Jurist im Ruhestand. Er war von Oktober 2017 bis Dezember 2022 Präsident des Statistischen Bundesamtes und mit der Aufgabe des Bundeswahlleiters betraut.

## Leben
Thiel studierte Rechtswissenschaften an der Universität zu Köln. 1988 promovierte er mit der Dissertation Rechtsfragen der atomaren Entsorgung zum Doktor der Rechte. Anschließend trat Thiel in das Bundesamt für Zivilschutz ein und wurde dort Referatsleiter. Zwischen 1997 und 2002 leitete er das Referat Organisation und Informationstechnik sowie verschiedene Projektgruppen im Bundesministerium des Innern (BMI). Anschließend war er Präsident des Technischen Hilfswerks (THW). Am 16. Oktober 2017 übernahm er die Leitung des Statistischen Bundesamtes und die Funktion des Bundeswahlleiters. Mit Ablauf des Jahres 2022 trat Thiel in den Ruhestand. Seine Nachfolgerin wurde zum 1. Januar 2023 Ruth Brand.

## Kritik an der Amtsausübung
2006 wurde Thiel vom Amt des THW-Präsidenten entbunden und zum Bundesministerium des Innern zurückversetzt. Vorausgegangen waren Vorwürfe gegen Thiel, er sei für den Suizid eines Mitarbeiters verantwortlich gewesen, nachdem dieser Thiel in seinem Abschiedsbrief den „Auslöser“ des Selbstmordes nannte. Der damalige Bundesminister des Innern Wolfgang Schäuble bezeichnete die Vorwürfe als „haltlos“, berief Thiel aber dennoch ab, „um weiteren Schaden von der Organisation abzuwenden“. Thiel hatte selbst um seine Amtsentbindung gebeten.
Im BMI war Thiel anschließend als ständiger Vertreter der Abteilungsleitung „Verwaltungsmodernisierung; Verwaltungsorganisation“ unter anderem für die Bereiche Geoinformation, Statistik, Beschaffungswesen und Einheitliche Behördenrufnummer zuständig. Eine Verwendung beim Bundesamt für Verfassungsschutz scheiterte, nachdem es dort Beschwerden über Thiel gab.
Ab dem Oktober 2015 bis zum Oktober 2017 war Thiel stellvertretender Leiter des Bundesamts für Migration und Flüchtlinge. Im Oktober 2015 wurde er außerdem zum Vizepräsidenten des Statistischen Bundesamtes und zum Stellvertreter des Bundeswahlleiters ernannt.
Am 16. Oktober 2017 wurde er Nachfolger von Dieter Sarreither im Amt des Präsidenten des Statistischen Bundesamts und zugleich neuer Bundeswahlleiter. Thiel begann unmittelbar nach seinem Amtsantritt damit, das Statistische Bundesamt zu modernisieren. Nach Informationen von Zeit Online wurde sein Führungsstil von den Beschäftigten von Beginn an als schikanös und belastend empfunden. Deshalb wandten sich 2019 mehrere Führungskräfte schriftlich an Thiel und baten ihn „Anspruch und Wirklichkeit seines Führungsstils stärker in Übereinstimmung [zu] bringen“.
2021 erhoben mehrere Mitarbeiter des Statistischen Bundesamts gegenüber dem Wiesbadener Kurier und der Allgemeinen Zeitung (Mainz) Vorwürfe gegen Thiel. Thiel habe seit seiner Amtsübernahme 2017 „ein Klima der Angst, Überforderung und Vetternwirtschaft etabliert“. Beschäftigte, die seine Anforderungen nicht erfüllten, würden öffentlich gedemütigt; Vertraute Thiels würden ohne Stellenausschreibungen in wichtigen Positionen installiert; hochbezahlte Berater gingen ein und aus. Thiels Führungsstil wird als autoritär beschrieben, seine Art als „aufbrausend und aktionistisch“. Auf anschließende Anfrage des Wiesbadener Kuriers und der Taz erklärte das Bundesministerium des Innern, für Bau und Heimat im Mai 2021, dass man zu Personalfragen „grundsätzlich nicht öffentlich Stellung“ nehme. Wenige Tage später berichteten Medien, dass derartige Vorwürfe gegen ihn „ähnlich in jeder Behörde erhoben wurden, in der Thiel bislang tätig war“, die jeweils zum Geschäftsbereich des Bundesministerium des Innern, für Bau und Heimat gehörten. Die vorangehenden Vorwürfe waren demnach schon aktenkundig, bevor er zum Präsident des Statistischen Bundesamtes ernannt wurde. Aus Gesprächen mit aktiven und ehemaligen Mitarbeitern und Führungskräften lasse sich inzwischen das Bild einer „Behörde im Verfall“ zeichnen. Es bestehe eine Kultur, bei der „niemand widerspricht“.
Am 23. Juni 2021 wurde die Causa Thiel im Ausschuss für Inneres und Heimat des Deutschen Bundestags erörtert. Bereits im Vorfeld hatte das Bundesministerium des Innern, für Bau und Heimat mitgeteilt, dass es mittlerweile Gespräche mit den zuständigen Personalvertretungen gegeben habe. Die Verunsicherung der Destatis-Beschäftigten sei wohl auf behördeninterne Veränderungsprozesse zurückzuführen. Hingegen sei der „Vorwurf der menschenverachtenden Personalführung“ durch Thiel „ehrverletzend und unzutreffend“. Einzelne Ausschussmitglieder warfen dem Innenministerium hingegen vor, seine Aufsichtspflichten gegenüber dem Bundesamt und anderen nachgeordneten Behörden vernachlässigt zu haben.
Im August 2021 stellte sich die Bundesregierung dann in einer schriftlichen Stellungnahme ausdrücklich vor Georg Thiel als Präsident des Statistischen Bundesamtes und als Bundeswahlleiter. Sie wies die Behauptung, Thiel würde ein „System von Druck und Angst erzeugen und sein Amt nicht zum Wohle der Gemeinschaft ausüben“, als Unterstellung zurück.